# NGC 6555
NGC 6555 é uma galáxia espiral barrada (SBc) localizada na direcção da constelação de Hercules. Possui uma declinação de +17° 36' 17" e uma ascensão recta de 18 horas, 07 minutos e 49,0 segundos.
A galáxia NGC 6555 foi descoberta em 29 de Junho de 1799 por William Herschel.